# Daniel Granli
Daniel Granli (Sandvika, 1 mei 1994) is een Noors voetballer die doorgaans speelt als verdediger. Hij verruilde in 2025 ADO Den Haag voor IF Elfsborg.

## Clubcarrière
Granli begon zijn profcarrière bij Stabæk Fotball. Hij debuteerde in het profvoetbal op 20 april, in de Noorse 1. divisjon, tegen Kongsvinger IL (2-2). Hij speelde dat seizoen meteen 19 wedstrijden en promoveerde naar de Eliteserien, het hoogste niveau. Hij bleef tot 2018 bij Stabæk. In die tijd speelde hij meer dan 140 wedstrijden waarin hij drie keer scoorde. In januari 2019 ging Granli naar AIK Fotboll, waar hij in anderhalf 38 wedstrijden speelde. Hij stond onder andere in de basis in de kwalificatiewedstrijden voor de UEFA Champions League tegen FC Ararat-Armenia en NK Maribor, en in de kwalificatie voor de UEFA Europa League tegen Celtic FC en FC Sheriff Tiraspol. Voor de tweede helft van het Zweedse seizoen, dus in de zomer, verhuurde AIK Granli aan Aalborg BK. Na een half seizoen nam Aalborg hem definitief over. Hij bleef nog tweeënhalf seizoen bij de Deense club, maar vertrok toen ze degradeerden uit de Superligaen.
Medio 2024 verkaste Granli naar ADO Den Haag. Hij debuteerde op 18 augustus 2023 tegen Roda JC Kerkrade (0-3). Granli kampte in zijn tijd bij ADO veel met blessures, waardoor hij in zijn anderhalf seizoen bij de club slechts 18 wedstrijden speelde. In december 2024 werd het contract van Granli ontbonden, waarna hij naar IF Elfsborg ging.

## Interlandcarrière
Granli speelde éénmalig een interland voor het Noors voetbalelftal. Op 18 november 2020 kwam hij negen minuten voor tijd in de ploeg voor Julian Ryerson, in een wedstrijd in de UEFA Nations League tegen Oostenrijk (1-1).

## Statistieken
| Seizoen | Club           | Competitie     | Competitie | Competitie | Beker | Beker | Overig | Overig | Totaal | Totaal |
| Seizoen | Club           | Competitie     | Wed.       | Dlp.       | Wed.  | Dlp.  | Dlp.   | Dlp.   | Wed.   | Dlp.   |
| ------- | -------------- | -------------- | ---------- | ---------- | ----- | ----- | ------ | ------ | ------ | ------ |
| 2013    | Stabæk Fotball | 1. divisjon    | 16         | 1          | 3     | 0     | 0      | 0      | 19     | 1      |
| 2014    | Stabæk Fotball | Eliteserien    | 21         | 0          | 3     | 0     | 0      | 0      | 24     | 0      |
| 2015    | Stabæk Fotball | Eliteserien    | 22         | 0          | 5     | 2     | 0      | 0      | 27     | 2      |
| 2016    | Stabæk Fotball | Eliteserien    | 19         | 0          | 2     | 0     | 0      | 0      | 21     | 0      |
| 2017    | Stabæk Fotball | Eliteserien    | 14         | 0          | 5     | 0     | 0      | 0      | 19     | 0      |
| 2018    | Stabæk Fotball | Eliteserien    | 31         | 0          | 3     | 0     | 0      | 0      | 34     | 0      |
| 2019    | AIK Fotboll    | Allsvenskan    | 11         | 0          | 5     | 0     | 0      | 0      | 16     | 0      |
| 2020    | AIK Fotboll    | Allsvenskan    | 13         | 0          | 2     | 0     | 7      | 0      | 22     | 0      |
| 2020/21 | → Aalborg BK   | Superligaen    | 11         | 0          | 1     | 0     | 0      | 0      | 12     | 0      |
| 2020/21 | Aalborg BK     | Superligaen    | 15         | 0          | 0     | 0     | 1      | 0      | 16     | 0      |
| 2021/22 | Aalborg BK     | Superligaen    | 27         | 1          | 3     | 0     | 1      | 0      | 31     | 1      |
| 2022/23 | Aalborg BK     | Superligaen    | 22         | 2          | 6     | 0     | 0      | 0      | 28     | 2      |
| 2023/24 | Aalborg BK     | 1. division    | 1          | 0          | 0     | 0     | 0      | 0      | 1      | 0      |
| 2023/24 | ADO Den Haag   | Eerste divisie | 9          | 0          | 0     | 0     | 0      | 0      | 9      | 0      |
| 2024/25 | ADO Den Haag   | Eerste divisie | 9          | 0          | 0     | 0     | 0      | 0      | 9      | 0      |
| 2025    | IF Elfsborg    | Allsvenskan    | 3          | 0          | 0     | 0     | 0      | 0      | 3      | 0      |
|         |                |                | 244        | 1          | 38    | 2     | 9      | 0      | 291    | 6      |

Bijgewerkt op 8 juni 2025.